# Östliche Rätische Alpen
Die Östlichen Rätischen Alpen sind ein Abschnitt der Zentralen Ostalpen in der internationalen vereinheitlichten orographischen Einteilung der Alpen (SOIUSA) nach Sergio Marazzi.

## Einordnung
| Einordnung nach SOIUSA | Einordnung nach SOIUSA | Einordnung nach SOIUSA  |
| ---------------------- | ---------------------- | ----------------------- |
| Teil                   | II                     | Ostalpen                |
| Sektor                 | II/A                   | Zentrale Ostalpen       |
| Abschnitt              | 16                     | Östliche Rätische Alpen |

## Untergliederung
Die Östlichen Rätischen Alpen werden in drei Unterabschnitte eingeteilt.
| Unterabschnitt | Unterabschnitt  | Entsprechung in der AVE | Entsprechung in der AVE | Höchster Gipfel | Höhe          |
| -------------- | --------------- | ----------------------- | ----------------------- | --------------- | ------------- |
| A              | Ötztaler Alpen  | 30                      | Ötztaler Alpen          | Wildspitze      | 3768 m ü. A.  |
| B              | Stubaier Alpen  | 31                      | Stubaier Alpen          | Zuckerhütl      | 3507 m ü. A.  |
| C              | Sarntaler Alpen | 32                      | Sarntaler Alpen         | Hirzer          | 2781 m s.l.m. |